# ورزشگاه دو لامیتیه

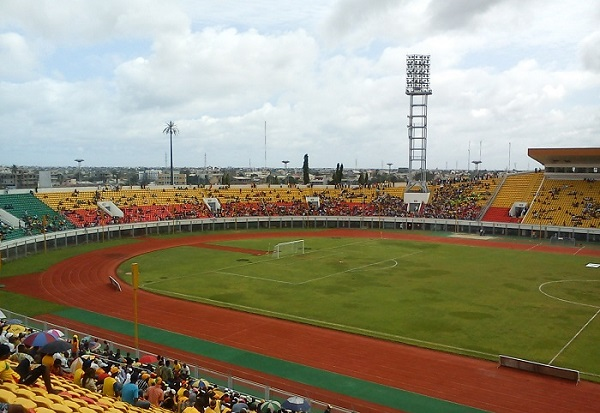
ورزشگاه دو لامیتیه

ورزشگاه دو لامیتیه (فرانسوی: Stade de l'Amitié‎) یا ورزشگاه دوستی یک ورزشگاه چندمنظوره در شهر کوتونو، بنین است.
این ورزشگاه که برای مسابقات فوتبال و دو و میدانی مورد استفاده قرار میگیرد دارای ۲۰٬۰۰۰ نفر ظرفیت است و ورزشگاه خانگی تیم ملی فوتبال بنین می‌باشد.